# Vardim (otok)
Otok Vardim (bugarski: остров Вардим) treći je najveći bugarski podunavski otok (nakon otoka Belene i otoka Kozloduj). Smješten istočno od grada Svištova, nasuprot sela Vardim (u općini Svištov, Pokrajina Veliko Tarnovo) i dijela Belenskog podunavskog arhipelaga, zaštićeno je močvarno područje i područje gniježđenja ptica od nacionalnog značaja.
Otok se nalazi oko 300 metara sjeverno od bugarske obale Dunava, između 542. i 546. kilometra od izvora rijeke. Šuma utočnog tipa često nastaje kada je dio otoka poplavljen tijekom proljetnog visokog vodostaja.
Vardimske stijene na otoku Livingston i Južnom Shetlandu sjeverno od Antarktike nazvani su po otoku Vardim i istoimenom susjednom naselju.

## Bioraznolikost
Osim vardimskog hrasta, na otoku se mogu naći specifične higrofilne vrste ljetnog hrasta, druge vrste hrastova i brijestova, bijela vrba, bijela topola, crni bagrem, crna topola, drijemovac i druge.
Prema podacima Bugarskog društva za zaštitu ptica, otok je jedno od pet najvažnijih područja gniježđenja velikog vranca, gaka i žličarke u cijeloj Bugarskoj, što ga čini mjestom od međunarodne ornitološke važnosti. Na otoku se nalazi ukupno 21 zaštićena vrsta. Od 75 vrsta ptica koje se mogu naći na otoku Vardim, 31 je od europskog značaja: 2 spadaju u kategoriju SPEC1, 11 u SPEC2 i 18 u SPEC3. Otok obitava i bjeloglavi orao, a do 1985. godine na njemu su se mogle naći i druge vrste ptica poput žute čaplje, te blistavog ibisa i malog vranca.

## Rezervat Stari hrast
U cilju zaštite prirodnih nasada vardimskog hrasta i močvarnih staništa, Ministarstvo šuma i šumarstva proglasilo je 5. ožujka 1971. područje Starog hrasta prirodnim rezervatom. Rezervat se prostire na površini od 0,718 km2, od čega 0,646 pošumljenih i 0,072 nepošumljenih. Dana 2. srpnja 1998., Odbor za očuvanje okoliša pri Vijeću ministara Bugarske prekategorizirao je Stari hrast u zaštićeno područje s površinom od 0,987 km2.

## Vanjske poveznice
- Zemljovid otoka Vardim na mrežnim stranicama Bugarskog društva za zaštitu ptica, pristupljeno 8. siječnja 2022.